# WTA Osaka Indoor
Das WTA-Hallenturnier von Osaka (1992 offiziell Mizuno World Ladies Open, 1993 World Ladies Open, 1994 Asia Women’s Tennis Open) ist ein ehemaliges Damen-Tennisturnier der WTA Tour, das zwischen 1992 und 1994 jeweils im Februar in der japanischen Stadt Osaka ausgetragen wurde. Gespielt wurde in der Halle auf Teppich.

## Siegerliste

### Einzel
| Jahr                    | Siegerin                  | Finalgegnerin      | Ergebnis      |
| ----------------------- | ------------------------- | ------------------ | ------------- |
| ↓ Kategorie: Tier IV ↓  |                           |                    |               |
| 1992                    | Helena Suková             | Laura Gildemeister | 6:2, 4:6, 6:1 |
| ↓ Kategorie: Tier III ↓ |                           |                    |               |
| 1993                    | Jana Novotná              | Kimiko Date        | 6:3, 6:2      |
| 1994                    | Manuela Maleewa-Fragnière | Iva Majoli         | 6:1, 4:6, 7:5 |

### Doppel
| Jahr                    | Siegerinnen                          | Finalgegnerinnen                            | Ergebnis       |
| ----------------------- | ------------------------------------ | ------------------------------------------- | -------------- |
| ↓ Kategorie: Tier IV ↓  |                                      |                                             |                |
| 1992                    | Rennae Stubbs (1) Helena Suková      | Sandy Collins Rachel McQuillan              | 3:6, 6:4, 7:5  |
| ↓ Kategorie: Tier III ↓ |                                      |                                             |                |
| 1993                    | Larisa Neiland (1) Jana Novotná      | Magdalena Maleewa Manuela Maleewa-Fragnière | 6:1, 6:3       |
| 1994                    | Larisa Neiland (2) Rennae Stubbs (2) | Pam Shriver Elizabeth Smylie                | 6:4, 6:72, 7:5 |